# Stari grad Ozalj
Stari grad Ozalj, odnosno Dvorac Ozalj, nalazi se u hrvatskom gradu Ozlju.

## Povijesni pregled
Srednjovjekovni grad Ozalj, smješten na klisuri iznad rijeke Kupe, pregrađen je u dvorac u 18. st. U grad se ulazi preko mosta koji je do 1821. bio je pomičan, a ispod kojega je stup sa strijelnicama za obranu gradskoga opkopa. Ulaznu kulu dao je podignuti 1599. Juraj IV. Zrinski.
Grad se spominje od 1244. kada je u kraljevim rukama, potom u posjedu Babonića, od 1398. Frankopana, a od 1577. (nakon smrti Stjepana IV. Frankopana Ozaljskog, posljednjeg potomka ozaljskog ogranka svoje obitelji) u rukama Zrinskih. Zbog mnogih pregradnja očuvan je tek manji dio starijega kompleksa u kojem se ističu kula četverokutne osnove, vjerojatno stara obrambena kula, gotička kapela, te pravokutna palača Nikole Zrinskoga (nazvana žitnica) s gotičkim detaljima (nad vratima je natpis iz 1556.). U tome dijelu grada nađene su zidne slike i glagoljski natpisi. Mnogobrojne su dragocjenosti raznesene nakon smaknuća bana Petra Zrinskoga (1671.). 
Poslije Zrinskih ovaj prostrani objekt više puta je promijenio vlasnike. Već u ruševnom stanju dao ga je temeljito pregraditi R. Perlas (radove je vodio kapetan Verneda 1743. – 1753.). U godinama 1766. – 1872. grad je u posjedu Batthyánya; prvi od njih, Teodor, nadozidao je drugi kat sjevernoga krila i sagradio nov barokni trakt. Kasniji su mu vlasnici obitelji Thurn i Taxis, do 1928., kada ga je Družba „Braća hrvatskoga zmaja“ spasila od propadanja.
U dvorcu je smješten Zavičajni muzej koji je osnovan 1971. godine. On danas raspolaže vrijednim izlošcima iz vremena Zrinskih i Frankopana, osobito vezanima za njihovu kulturnu djelatnost, koja je poznata pod nazivom „Ozaljski kulturni krug“, a čiji se književni izraz temeljio na jeziku ozaljskog kraja koji predstavlja osebujan spoj čakavštine, kajkavštine i štokavštine. U muzeju se, među ostalima, nalaze i zbirke hladnog i vatrenog oružja, artefakata pretpovijesnog razdoblja, crkveno-vjerskih izložaka, kao i djela poznate slikarice Slave Raškaj, rodom iz Ozlja.

## Galerija
- Ulaz u Stari grad Ozalj
- Pogled s druge strane rijeke Kupe
- Željeznički tunel ispod Starog grada
- Obnovljeno krilo dvorca
- Pogled na Stari grad
- Pogled na Stari grad na putu prema njemu
- Dvorac s jezerom

## Vanjske poveznice
- Stari grad Ozalj na stranicama TZ Ozlja  Arhivirana inačica izvorne stranice od 6. prosinca 2011. (Wayback Machine)
- Zavičajni muzej smješten je u Starom gradu
- Ozalj, stari grad Hrvatska tehnička enciklopedija, portal hrvatske tehničke baštine. LZMK